# Seznam armad
Seznam armad je krovni seznam armad.

## Seznami

### Številski
Prva Druga Tretja Četrta Peta Šesta Sedma Osma Deveta Deseta

### Seznam po državah in obdobjih
- seznam armad Kopenske vojske ZDA
- seznam avstro-ogrskih armad
- seznam britanskih armad:

- seznam britanskih armad prve svetovne vojne
- seznam britanskih armad druge svetovne vojne

- seznam finskih armad:

- seznam finskih armad druge svetovne vojne

- seznam francoskih armad:

- seznam francoskih armad prve svetovne vojne
- seznam francoskih armad druge svetovne vojne

- seznam italijanskih armad:

- seznam italijanskih armad prve svetovne vojne
- seznam italijanskih armad druge svetovne vojne

- seznam japonskih armad:

- seznam japonskih armad druge svetovne vojne

- seznam jugoslovanskih armad:

- seznam armad Kraljevine Jugoslavije
- seznam armad NOV in POJ
- seznam armad JLA

- seznam nemških armad:

- seznam nemških armad prve svetovne vojne
- seznam armad Wehrmachta

- seznam poljskih armad:

- seznam poljskih armad druge svetovne vojne